# Hagstrom Swede
Die Hagstrom Swede (auch Hagström Swede) ist ein E-Gitarren-Modell des schwedischen Musikinstrumentenherstellers Hagström, das von 1970 bis 1982 hergestellt wurde und das seit 2004 in China wieder produziert wird.
Die Hagstrom Swede wurde unter anderem von bekannten Gitarristen wie Daryl Stuermer, Larry Coryell und Jan Akkerman gespielt.

## Aussehen und Klang
Vom Aussehen orientiert sich die Hagstrom Swede an der Gibson Les Paul. Durch den runder geformten Cutaway, die im Umriss asymmetrisch geformte Kopfplatte hat sie aber auch Wiedererkennungswert.
Der Klang ist warm und voll, typisch für doppelspulige Tonabnehmer des Humbucker-Typs.